# Ralph Rosenblum
Pour les articles homonymes, voir Rosenblum.
Ralph Rosenblum, né le 13 octobre 1925 à New York (arrondissement de Brooklyn), ville où il est mort le 6 septembre 1995, est un monteur (membre de l'ACE), réalisateur et producteur américain.

## Biographie
Comme monteur, au cinéma, Ralph Rosenblum débute en tant qu'assistant sur Louisiana Story de Robert Flaherty (1948). Suivent trente-cinq autres films américains entre 1958 et 1982.
En particulier, il collabore à plusieurs réalisations de Sidney Lumet (ex. : Point limite en 1964) et de Woody Allen (ex. : Annie Hall en 1977). Citons également Des clowns par milliers de Fred Coe (1965) et Né pour vaincre d'Ivan Passer (1971).
Il est également monteur pour la télévision entre 1956 et 1976, sur deux téléfilms et cinq séries (dont soixante-douze épisodes de The Patty Duke Show (en), 1963-1965).
Par ailleurs, il est producteur de quatre films, dont Des clowns par milliers précité et Bananas de Woody Allen (1971). Enfin, il est réalisateur au cinéma (trois films) et à la télévision (trois séries et trois téléfilms, dont Summer Solstice en 1981).
Le film Annie Hall précité permet à Ralph Rosenblum de gagner en 1978 le British Academy Film Award du meilleur montage. 

## Filmographie partielle

### Monteur
(+ autre fonction le cas échéant)

#### Cinéma
- 1948 : Louisiana Story de Robert Flaherty (assistant monteur)
- 1960 : Crime, société anonyme (Murder, Inc.) de Burt Balaban et Stuart Rosenberg
- 1962 : Long voyage vers la nuit (Long Day's Journey Into Night) de Sidney Lumet
- 1964 : Point limite (Fail-Safe) de Sidney Lumet
- 1964 : Le Prêteur sur gages (The Pawnbroker) de Sidney Lumet
- 1965 : Des clowns par milliers (A Thousand Clowns) de Fred Coe (+ producteur associé)
- 1966 : Le Groupe (The Group) de Sidney Lumet
- 1968 : Les Producteurs (The Producers) de Mel Brooks
- 1968 : The Night They Raided Minsky's de William Friedkin
- 1969 : Goodbye Columbus de Larry Peerce
- 1971 : Bananas de Woody Allen (+ producteur associé)
- 1971 : Né pour vaincre (Born to Win) d'Ivan Passer
- 1972 : Bad Company de Robert Benton
- 1973 : Woody et les Robots (Sleeper) de Woody Allen (+ producteur associé)
- 1975 : Guerre et Amour (Love and Death) de Woody Allen
- 1977 : Annie Hall de Woody Allen
- 1978 : Intérieurs (Interiors) de Woody Allen

#### Télévision
- 1957 : Le Monde merveilleux de Disney (The Wonderful World of Disney ou Disneyland, série), saison 3, épisode 18 Man in Flight d'Hamilton Luske
- 1963-1965 : The Patty Duke Show (série), saisons 1 et 2, 72 épisodes
- 1964 : East Side/West Side (série), saison unique, épisode 17 It's War, Man
- 1976 : Bernice Bobs Her Hair (téléfilm) de Joan Micklin Silver

### Réalisateur
(+ autre fonction le cas échéant)

#### Cinéma
- 1975 : Foreplay (film à sketches), segment Professor Corey on Sex
- 1978 : Acting Out (+ monteur)
- 1985 : Stiffs

#### Télévision
(téléfilms)
- 1980 : The Greatest Man in the World
- 1980 : The Man That Corrupted Hadleyburg (court métrage)
- 1981 : Summer Solstice

## Distinction
- BAFTA 1978 : British Academy Film Award du meilleur montage pour Annie Hall